# Цвергшнауцер
Цвергшна́уцер (нім. Zwergschnauzer від zwerg — гном, schnauzer — вусань, вусата морда), мініатюрний шнауцер, до 1895 року в Німеччині і до 1926 року в США також жорсткошорстний пінчер  — найменша по розміру (висота в холці за стандартом FCI 30—35 сантиметрів) службова собака у світі. Цвергшнауцер є найменшою породою з групи шнауцерів.
Існує 4 визнаних забарвлення у всьому світі — «перець з сіллю», чорне, чорне з сріблом і біле забарвлення.
Незважаючи на кумедну зовнішність, цвергшнауцер — це дуже серйозний собака, безстрашний, чуткий, уважний, легко вивчає команди і відданий господареві.

## Історія породи
Своє походження цвергшнауцер (мінітюрний шнауцер), також як і різеншнауцер (гігантський шнауцер), веде від мітельшнауцера (середнього шнауцера; до появи мініатюрного і гігантського шнауцерів ця порода називалася шнауцер без уточнення).
Походження власне шнауцерів достовірно не установлено. Теорія Теофіла Штудера про походження шнауцерів, як і інших собак, від торф'яної собаки, знайдені рештки, якої датуються III—IV століттям до нашої ери, спростована генетичними дослідженнями. Очевидно, що більш близькими предками шнауцера є жорсткошорстні собаки Південної Німеччини, яких у середні століття тримали мешканці тих місць для охорони житла і боротьби з гризунами, подібно тому, як в тот час в Англії використовувалися тер'єри.
Перші відомості про виведення цвергшнауцерів в Німеччині припадають на кінець XIX століття. Їх пращури охороняли сільські комори від щурів та інших паразитів. Для створення мініатюрної копії відомого тоді мітельшнауцера, були схрещені кілька поколінь дрібних представників породи. При схрещуванні з іншими породами, такими як афенпінчер, пудель, мініатюрний пінчер, шпіц, в якості побічного ефекту з'являлися кольори, що не відповідали кінцевій меті господарів, і для стабілізації генофонду різнокольорові і білі цуцики виключалися з програм розведення. Перший мініатюрний шнауцер був зареєстрований у 1888 році, перша виставка була проведена у 1899 році.
Завдяки їх хоробрості цвергшнауцери спочатку використовувалися для охорони худоби, маленьких ферм і будинків. Згодом вони стали використовуватися для ловлі щурів, тому що у них було достатньо спритності для цього, а невеликий розмір дозволяв їм проникати у важкодоступні місця.
Перші цвергшнауцери в Україні почали з'являтися у 1980-х роках. За статистикою КСУ, на 1993 рік на обліку складалося всього 25 представників цієї породи. Саме з 1990-х років почався новий етап розвитку породи цвергшнауцер всією територією України.

## Зовнішній вигляд

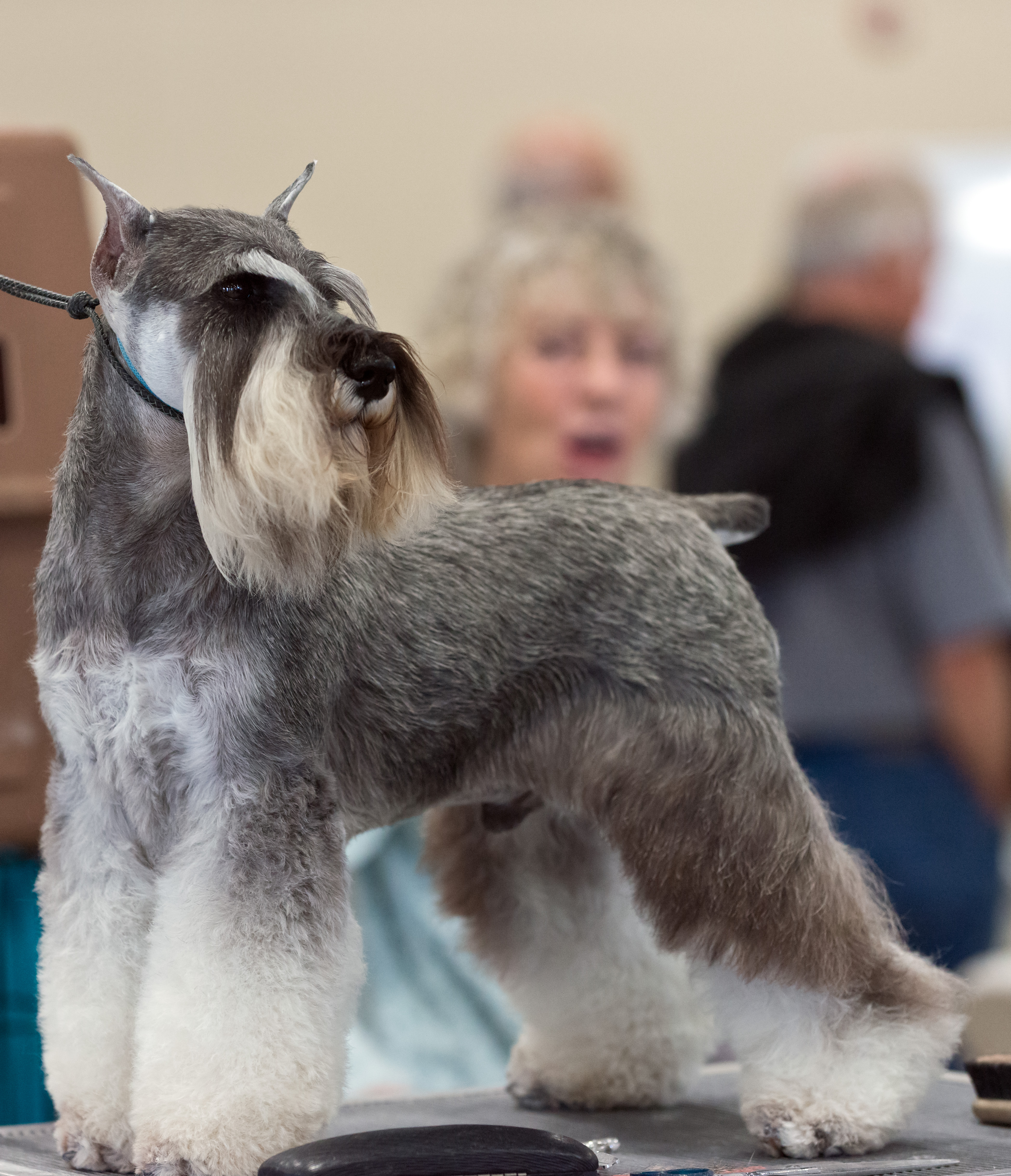
Забарвлення «перець з сіллю»

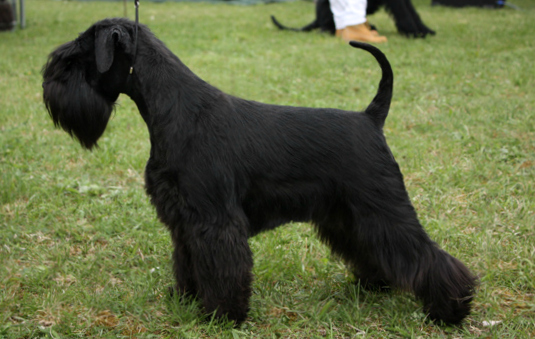
Чорне забарвлення

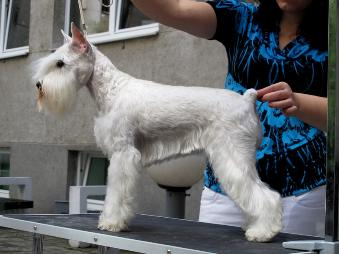
Біле забарвлення

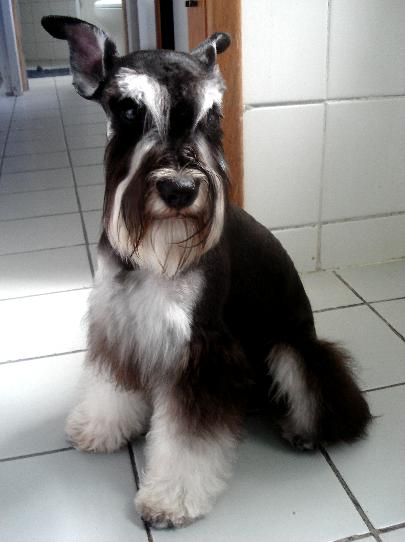
Забарвлення чорне зі сріблом

Відповідно до стандарту цвергшнауцер — маленька, сильна, квадратного формату, жорсткошорстна, витончена собака. Мініатюрний шнауцер повинен являти собою зменшену копію стандартного шнауцера без супутніх зменшенню роста ознак карликовості.
Висота в холці 30—35 см, вага 4—8 кг.
Шерсть дуже жорстка і густа. Вона складається з густого підшерстя і жорсткого покривного волосся, яке добре прилягає на корпусі. Покривне волосся грубе, досить довге, що дозволяє роздивитись його структуру, не є кострубатим чи хвилястим. Шерсть на кінцівках не є жорсткою. На лобі і вухах вона коротка. Як типова ознака вона утворює на морді не надто м'яку бороду і кущисті брови, які злегка звисають над очима.
Забарвлення:
- Чисто чорне з чорним підшерстям
- Перець з сіллю
- Чорний з сріблом
- Чисто біле з білим підшерстям

До 1976 року були визнані два забарвлення — «перець з сіллю» і чисто чорне. Третє забарвлення — чорний з сріблом (яке стало з часом дуже популярним) був затверджений у 1976 року в Німеччині, а роком пізніше його визнала FCI. Четверте, біле забарвлення, було визнане FCI у 1992 році.
Голова велика, з характерною бородою і бровами, поступово звужується від вух до очей аж до кінчика носа. Кошлаті брови підкреслюють перехід від чола до морди. Зуби міцні, дуже білі, з ножицеподібним прикусом. Вуха куповані, стоячі або не куповані, щільно прилеглі до голови
Лапи короткі, округлі, зібрані у комок, з міцними темними кігтями і твердими подушечками.
Хвіст високо посаджений. згідно зі стандартами МКФ 2000 і 2007 років, він повинен залишатись природним, за більш раннім стандартам його належало купірувати, залишаючи 3 хребця.

## Характер та утримання
Всі шнауцери один від одного відрізняються тільки розміром, у іншому вони схожі. Як і всі представники групи шнауцерів цвергшнауцер — пильна і активна собака, в той же час легко підкоряється командам. Він не дуже доброзичливий до чужих людей, але розумний та завжди готовий бути корисним. Не агресивний і не боязкий. Недовірливо відноситься до сторонніх, завжди напоготові.

## Догляд
Шерсть шнауцера, як і у всіх жорсткошорстних порід, вимагає спеціальної обробки. Два рази на рік, коли починається линька, проводять вищипування мертвих волосків — триммінг. М'які частини, голову, вуха і шкіру шиї, обробляють спеціальними ножницями, щоб не заподіяти біль. При правильному догляді у квартирі, де живе шнауцер, практично не буває шерсті.